# Phyllomyias plumbeiceps
Phyllomyias plumbeiceps là một loài chim trong họ Tyrannidae.